# Shirin Ramzanali Fazel
Shirin Ramzanali Fazel (Mogadiscio, 1953) è una scrittrice italiana di origine somala e padre pakistano.
È una delle prime scrittrici di un movimento conosciuto come letteratura italiana della migrazione. I suoi scritti sono studiati sia in Italia che all'estero.

## Biografia
Il padre di Shirin, nativo di Zanzibar, si stabilì per la prima volta in Somalia quando l'Italia perse formalmente le colonie e gli inglesi presero possesso dei territori: lavorava per la Barclays Bank. Una volta tornati gli italiani, per mandato ONU incaricati di amministrare la Somalia, suo padre venne inviato a Nairobi. Tornò in Somalia per sposare colei che divenne la madre di Shirin. La scrittrice è figlia unica. Uno dei suoi ricordi d'infanzia più belli sono i viaggi, una volta all'anno, durante i quali doveva parlare in lingua cuthi con i suoi nonni pakistani che vivevano a Mombasa. Il nome Shirin, è un nome persiano e significa "dolce", "leggiadra". La Mogadiscio di Shirin era una città tollerante e multietnica: non vi erano solo somali, ma anche arabi, sikh, baqora, cinesi. Il padre di Shirin invece era ismaelita, la stessa stirpe alla quale apparteneva l'Aga Khan, ma in Somalia erano in pochi gli ismaeliti, essendo più numerosi in Kenya e in Tanzania.

### L'esilio in Italia
Il 1969 vide un grande cambiamento in Somalia. Siad Barre, l'uomo che smembrerà l'anima dell'antica terra di Punt, salì al potere. Shirin assieme al marito lasciò il paese. Siad Barre stava facendo piazza pulita sia degli stranieri che dei dissidenti del regime. Chi non possedeva passaporto somalo doveva lasciare il paese. Suo marito era meticcio con passaporto italiano, suo padre pakistano. Lasciare il paese per andare in Italia era l'unica soluzione. Rappresentavano la prima ondata di profughi dalla Somalia, il primo nucleo della diaspora. In Italia, Shirin Ramzanali Fazel pubblicherà il suo libro "Lontano da Mogadiscio" Ed. Datanews.

### L'ostilità della gente e la diaspora
Giunta a Novara, in mezzo alle risaie, Shirin iniziò presto a soffrire per l'ostilità e l'estraneità del clima italiano. La sua famiglia era l'unica di colore presente nei dintorni. Iniziò a percepire il sospettoso sguardo degli altri sulla sua persona. Dopo cinque anni non fu più in grado di tollerare questo stato di cose.
La sua vita da quel momento divenne nomade per scelta. Lei e il marito volevano dare alle loro due figlie l'opportunità di formarsi una idea di mondo, una idea cosmopolita e non provinciale e i due quindi errarono tra Zambia, Stati Uniti, Arabia Saudita, Kenya e Regno Unito. L'Italia rimase la base alla quale tornare: qui le sue figlie decisero di frequentare l'università, diventò poi nonna e tornò stabilmente a vivere.

### Il ritorno in Italia
In mezzo ai viaggi, alle nascite, alla nostalgia, vi è stato il libro "Lontano da Mogadiscio", andato in stampa mentre si consumava una tragedia crudele e insensata, la morte di Ilaria Alpi e Miran Hrovatin. In una nota all'introduzione, Alessandra Atti di Sarro, giornalista Rai, spiega come lei e Ilaria avessero parlato molte volte di voler rovesciare il mondo, per questo motivo Atti di Sarro aveva chiesto proprio ad Ilaria Alpi di presentare il libro di Shirin alla sua prima uscita pubblica, ma ciò non fu possibile. Perciò la dedica è a lei e al suo sacrificio. "Lontano da Mogadiscio" è stato uno dei primi testi che parlava di migrazione in Italia e in italiano.

## Temi della sua letteratura
Shirin Ramzanali Fazel elenca nei suoi scritti molteplici nostalgie: le porte delle case mai chiuse, il vicinato come una grande famiglia, le donne che si prestavano monili d'oro da sfoggiare nelle feste, i bambini che giocavano tranquillamente per strada, le scampagnate ad Afgoi, città limitrofa di Mogadiscio, il Venerdi, l'intenso profumo della boscaglia che entrava di prepotenza nei finestrini dell'auto. E poi le voci, i profumi, i manghi succosi, le vesti che si attaccavano ai corpi quando si alzava leggermente il vento.
Scrivere di Islam. Raccontare la diaspora (2020), realizzato con Simone Brioni) è una riflessione sul nostro presente multireligioso, multiculturale, e multilingue. È il frutto di riflessioni personali e collaborative sulla necessità di ripensare la cultura e l’identità nazionale in maniera più diversa, inclusiva, e antirazzista. 

## Opere

### Autobiografia
- Lontano da Mogadiscio, 1994 - Datanews - Roma
- Lontano da Mogadiscio/Far from Mogadishu versione rivista ed ampliata, bilingue Italiano/Inglese in formato e-book. Con postfazione Prof. Simone Brioni - 2013 Laurana Reloaded - Milano

- Far from Mogadishu, 2016 - CreateSpace - United Kingdom
- Scrivere di Islam. Raccontare la Diaspora, 2020, scritto con Simone Brioni - Edizioni Cà Foscari - Venezia.

### Racconti
- Il segreto di Ommdurmann, 1995 Italian Studies in Southern Africa – Johannesburg
- Gabriel 2008 El-Ghibli - Bologna
- La Spiaggia, 2008 Scritture Migranti - Bologna
- Villaggio Globale, 2010 El-Ghibli
- Mukulaal (Gatto), 2010 Nerosubianco - Cuneo (Racconto inserito nell'antologia "Roma d'Abissinia" di Daniele Combierati
- Dna, 2011 El-Ghibli
- Gezira, 2012 Sandwell's Book Of Happiness - Birmingham U.K.
- New Generation, 2013 El-Ghibli

### Romanzi
- Nuvole sull'Equatore. Gli italiani dimenticati - Una storia, 2010 Nerosubianco - Cuneo
- Clouds over the Equator - The forgotten Italians - 2017 - CreateSpace - United Kingdom

### Poesie
- Wings - 2017 - CreateSpace - United Kingdom
- Ali spezzate Letture poetiche - 2018 - CreateSpace - Italia
- I Suckled Sweetness - Poems - 2020 - CreateSpace - United Kingdom